# Chelsea Football Club 1976-1977
Questa voce raccoglie le informazioni riguardanti il Chelsea Football Club nelle competizioni ufficiali della stagione 1976-1977.

## Stagione
Il club londinese termina in seconda posizione il campionato con un totale di ventuno vittorie, tredici pari e otto sconfitte e la promozione in First Division. Il Chelsea inizia l'FA Cup dal terzo turno, dove pareggia 1-1 contro il Southampton, nel replay viene battuto 0-3 e quindi eliminato. Il club londinese inizia la Football League Cup dal secondo turno, dove batte 3-1 lo Sheffield United, nel terzo 3-1 l'Huddersfield Town, nel quarto viene battuto 1-2 dall'Arsenal e quindi eliminato.

## Maglie e sponsor
Nella stagione 1976-1977 del Chelsea non è presente il main sponsor, lo sponsor tecnico è Umbro. La divisa primaria è costituita dal maglia blu con colletto a polo bianco e estremità delle maniche albine, calzoncini blu e calzettoni bianchi. La divisa da trasferta è formata da una maglia rossa con colletto a polo bianco e estremità delle maniche albine, pantaloncini rossi e calzettoni verdi e righe rosse e bianche come decorazione nella parte superiore.
| Casa | Trasferta |

## Rosa
Rosa e numerazione sono aggiornati al 31 maggio 1977.
| N. |                        | Ruolo | Calciatore    |
| -- | ---------------------- | ----- | ------------- |
|    | Inghilterra (bandiera) | P     | Peter Bonetti |
|    | Galles (bandiera)      | P     | John Phillips |
|    | Irlanda (bandiera)     | D     | John Dempsey  |
|    | Inghilterra (bandiera) | D     | Micky Droy    |
|    | Inghilterra (bandiera) | D     | Ron Harris    |
|    | Inghilterra (bandiera) | D     | Kenny Swain   |
|    | Inghilterra (bandiera) | D     | Stephen Wicks |
|    | Scozia (bandiera)      | C     | Ian Britton   |

| N. |                        | Ruolo | Calciatore    |
| -- | ---------------------- | ----- | ------------- |
|    | Scozia (bandiera)      | C     | David Hay     |
|    | Inghilterra (bandiera) | C     | Ray Lewington |
|    | Inghilterra (bandiera) | C     | Gary Stanley  |
|    | Inghilterra (bandiera) | C     | Ray Wilkins   |
|    | Inghilterra (bandiera) | A     | Trevor Aylott |
|    | Inghilterra (bandiera) | A     | Tommy Langley |
|    | Inghilterra (bandiera) | A     | Clive Walker  |

## Calciomercato
| Partenze | Partenze       | Partenze | Partenze |
| R.       | Nome           | a        | Modalità |
| -------- | -------------- | -------- | -------- |
| A        | Teddy Maybank  | Fulham   | ?        |
| P        | Steve Sherwood | Watford  | ?        |

## Statistiche

### Statistiche di squadra
| Competizione        | Punti | Totale | Totale | Totale | Totale | Totale | Totale |
| Competizione        | Punti | G      | V      | N      | P      | Gf     | Gs     |
| ------------------- | ----- | ------ | ------ | ------ | ------ | ------ | ------ |
| Campionato          | 55    | 42     | 21     | 13     | 8      | 73     | 53     |
| FA Cup              | -     | 2      | 0      | 1      | 1      | 1      | 4      |
| Football League Cup | -     | 3      | 2      | 0      | 1      | 7      | 4      |
| Totale              | -     | 47     | 23     | 14     | 10     | 81     | 61     |